# Tamara Karsavina
Tamara Platonovna Karsavina (São Petersburgo, 9 de março de 1885 – Beaconsfield, 26 de maio de 1978) foi uma bailarina russa do Balé de Sergei Diaghilev, era filha do bailarino Platon Karsavin.

## Biografia
Tamara formou-se no Balé Imperial de São Petersburgo e imediatamente ingressou no Balé de Maryinsky como solista. Tornou-se bailarina do Balé de Diaghilev no começo de 1909 e passou então a dividir seu tempo entre o teatro Maryinsky e a companhia de Diaghilev.
Foi várias vezes par de Vaslav Nijinski e esta parceria é muito associada a vários balés de Michel Fokine, principalmente O Espectro da Rosa. Sua performance como o boneco Petrushka também de Fokine foi considerada perfeita.
Margot Fonteyn e outras grandes bailarinas foram treinadas por Karsavina, em muitos papéis clássicos que ela criou para Os Balés Russos de Diaghilev. Morreu em Londres em 1978, com 93 anos.
ela apresentou-se em paris junto com Anna Pavlona e Vlaslav Nijinsky;sob a direção de Mikhail Fokine.